# Alfons Magg
Alfons Friedrich Magg, auch Alphons Magg, (* 14. Juli 1891 in Zürich; † 8. Dezember 1967 in  Zollikon) war ein Schweizer Bildhauer.

## Leben

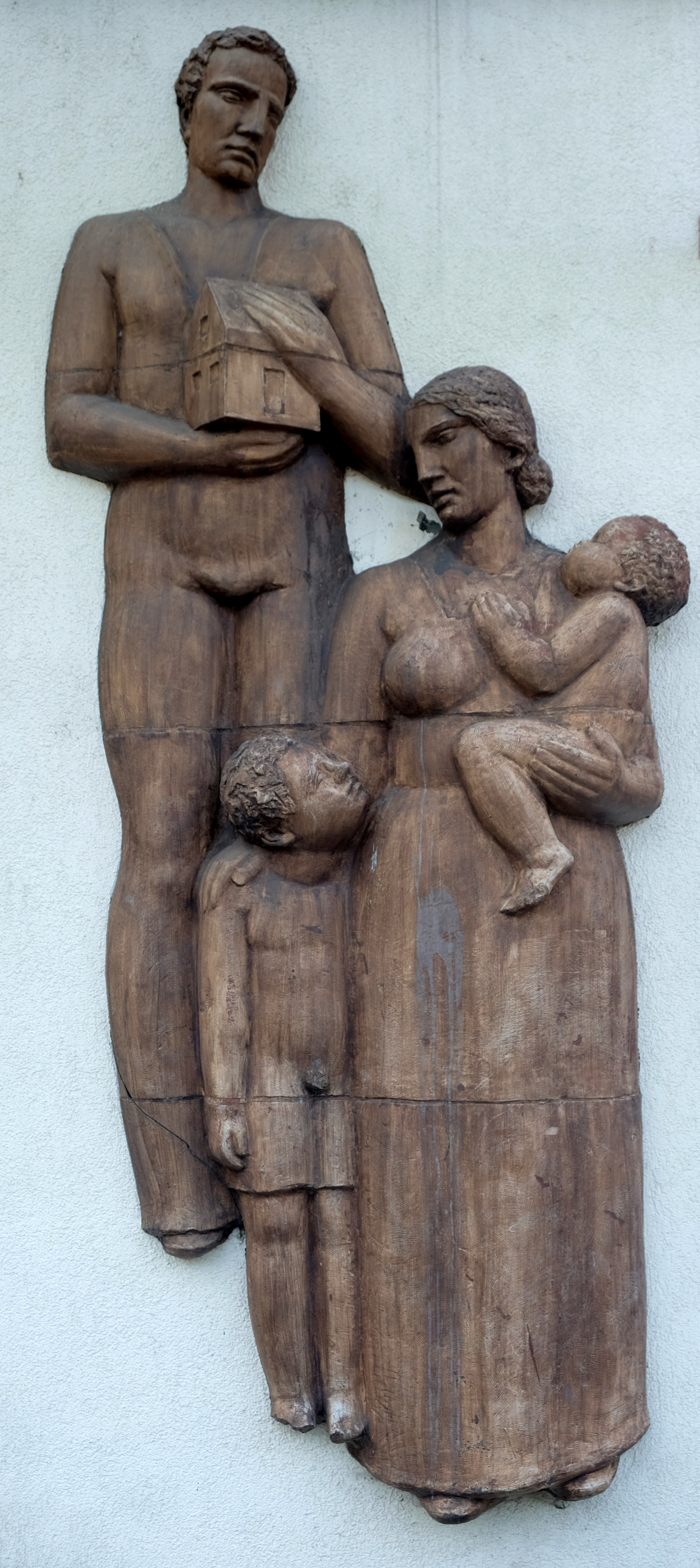
Wandrelief am Haus der Arbeiterwohlfahrt in der Hohenzollernstraße 45 in Saarbrücken

Alfons Magg wurde 1891 als Sohn des deutschstämmigen Züricher Kaufmann Joseph Magg und dessen Ehefrau Josephine (geb. Regenbogen) geboren. Er besuchte die Mittelschule der Zisterzienser in Mehrerau bei Bregenz und von 1907 bis 1909 die Handelsschule in Zürich. Zugleich war er Hospitant an der grafischen Abteilung der Kunstgewerbeschule. Von 1910 bis 1917 lebte er in München, war zunächst als Schüler von Georg Roemer und arbeitete danach als selbstständiger Bildhauer. Um 1916 heiratete er die US-amerikanische Pianistin Mary Avery. Das Paar bekam einen Sohn.
Nach Studienreisen durch ganz Europa kehrte er 1917 kriegsbedingt nach Zürich zurück und beschäftigte sich intensiv mit den Arbeiten des italienisch-deutschen Bildhauers Ernesto de Fiori und Aristide Maillols. Ab 1925 entstehen zahlreiche Plastiken für katholische Kirchen in der Deutschschweiz. In den Jahren 1931 bis 1936 erfolgte die Restaurierung und teilweise Neugestaltung des plastischen Schmucks an der Ostfassade der Stiftskirche St. Gallen, die zu weiteren vergleichbaren Aufträgen führt, so an der Klosterkirche Einsiedeln und am Kloster Wettingen. Neben Bildnisbüsten hochrangiger Persönlichkeiten wie Auguste Forel (1931), Papst Pius XII. (1939) oder Franz I., Fürst von Liechtenstein, (1942) sowie einzelnen Aktfiguren schuf Magg religiöse Plastiken und Reliefs. Einem grösseren Publikum bekannt wurde Magg durch seine klassizistische Monumentalplastik des „Rossbändiger“ für die Schweizerische Landesausstellung 1939 in Zürich.

## Werk
In Alfons Maggs Reform der sakralen Plastik kommt seine massvolle Neuinterpretation überlieferter christlicher Motive zum Ausdruck. Seine Arbeiten sind häufig geglättet und teils barock ausdruckshaft mit modern wirkenden Formen. Maggs Schaffen gründet in einer „konservativen Kunstauffassung mit zeitloser Klassizität“. Seine Figuren sind geprägt von einer sachlich-nüchternen Form mit markanter Physiognomie. Er arbeitete vor allem in Stein, Terrakotta, Bronze, Holz und Zement.

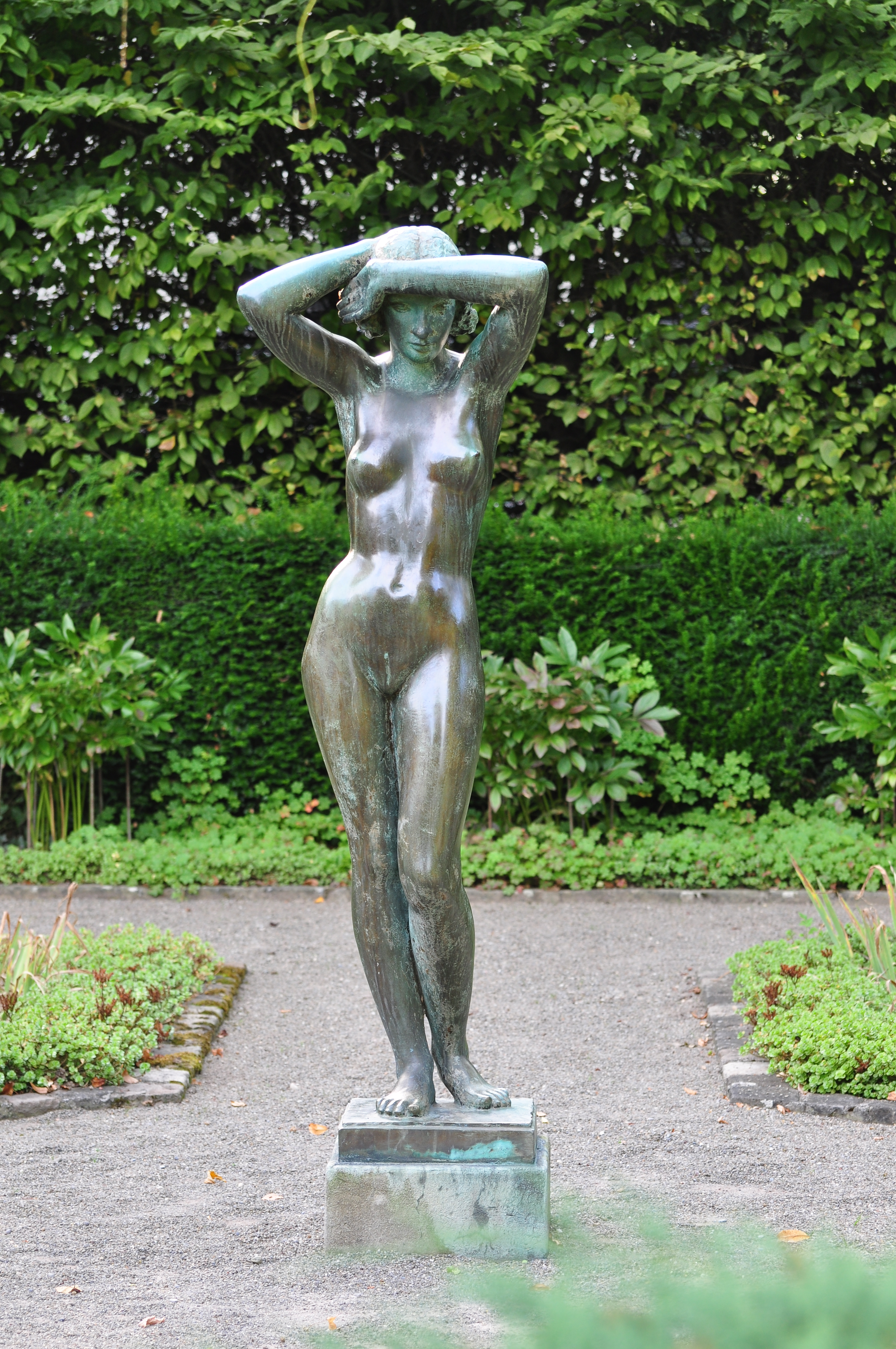
1936, Skulptur. Belvoirpark
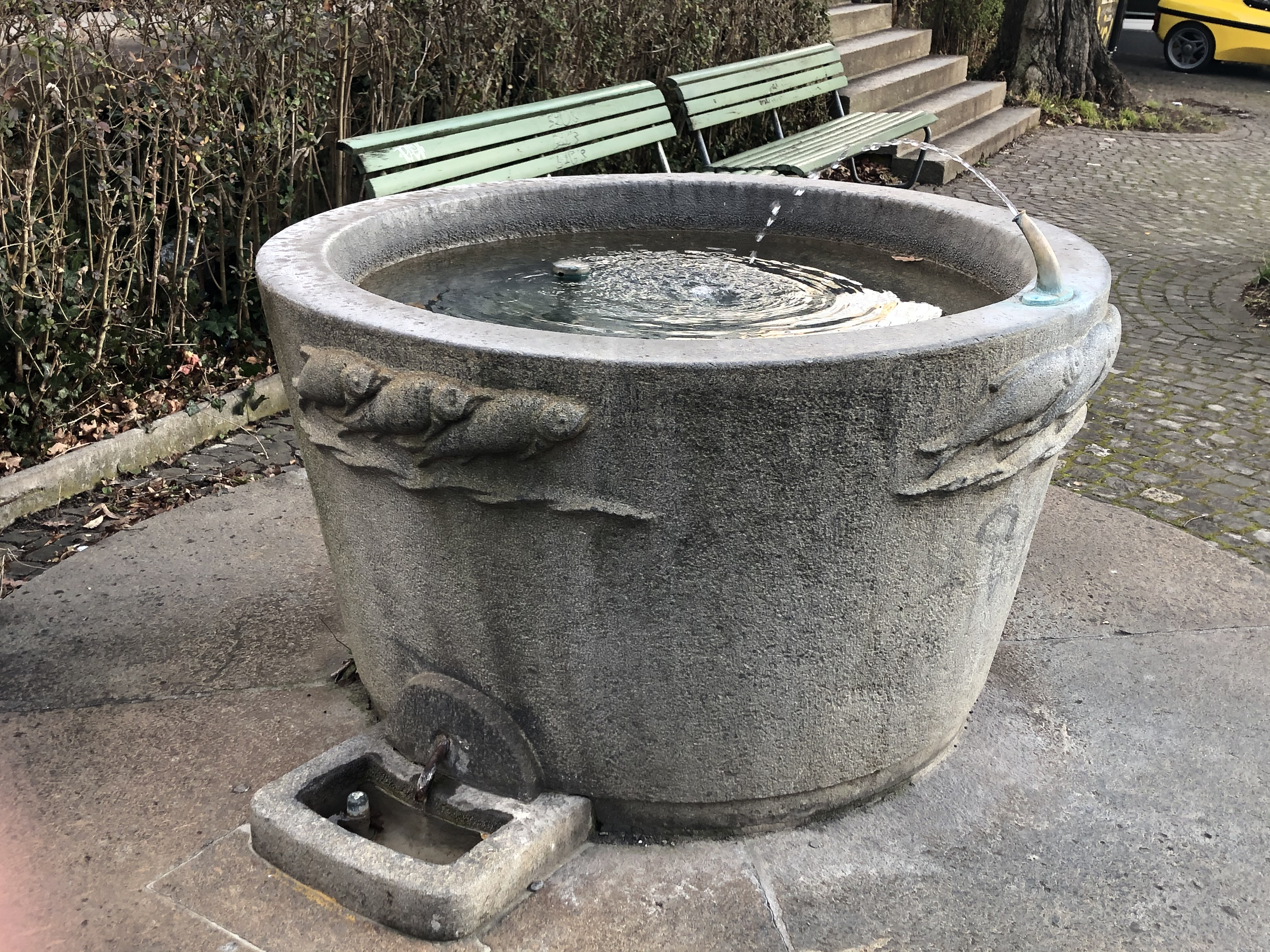
1930, Reliefbrunnen. Beckenhofstrasse 63, Zürich.